# Frauenhain (Gutenborn)
Frauenhain ist ein Ortsteil der Gemeinde Gutenborn im Burgenlandkreis in Sachsen-Anhalt.
Der Ort liegt südöstlich des Kernortes Droßdorf. Westlich verläuft die B 2, östlich erstreckt sich das 477 ha große Landschaftsschutzgebiet Kuhndorftal. Die Landesgrenze zu Thüringen verläuft südlich.

## Sehenswürdigkeiten
In der Liste der Kulturdenkmale in Gutenborn sind für Frauenhain sieben Kulturdenkmale aufgeführt.